# Agrostis philippiana
Agrostis philippiana là một loài thực vật có hoa trong họ Hòa thảo. Loài này được Rúgolo & De Paula mô tả khoa học đầu tiên năm 1978.